# 生活大爆炸角色列表

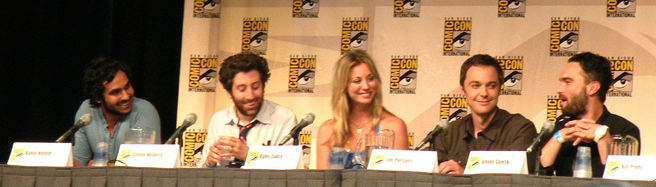
2009年圣迭戈国际漫画展上的《生活大爆炸》剧组成员，从左至右：昆瑙·内亚、西蒙·黑尔贝格、凯莉·库柯、吉姆·帕森斯和约翰尼·盖尔克奇

此列表收录了从2007年9月24日起播出的美国情景喜剧《宅男行不行》中的主要角色。

## 人物概覽
| 角色                | 演员                        | 季数          | 季数          | 季数          | 季数          | 季数          | 季数          | 季数          | 季数          | 季数     | 季数     | 季数     | 季数     |  |
| 角色                | 演员                        | 1             | 2             | 3             | 4             | 5             | 6             | 7             | 8             | 9        | 10       | 11       | 12       |  |
| 主要角色            | 主要角色                    | 主要角色      | 主要角色      | 主要角色      | 主要角色      | 主要角色      | 主要角色      | 主要角色      | 主要角色      | 主要角色 | 主要角色 | 主要角色 | 主要角色 |  |
| ------------------- | --------------------------- | ------------- | ------------- | ------------- | ------------- | ------------- | ------------- | ------------- | ------------- | -------- | -------- | -------- | -------- |  |
| 伦纳德·霍夫斯塔特   | 约翰尼·盖尔克奇             | 主角          | 主角          | 主角          | 主角          | 主角          | 主角          | 主角          | 主角          | 主角     | 主角     | 主角     | 主角     |  |
| 谢尔顿·库珀         | 吉姆·帕森斯                 | 主角          | 主角          | 主角          | 主角          | 主角          | 主角          | 主角          | 主角          | 主角     | 主角     | 主角     | 主角     |  |
| 佩妮                | 凯莉·库柯                   | 主角          | 主角          | 主角          | 主角          | 主角          | 主角          | 主角          | 主角          | 主角     | 主角     | 主角     | 主角     |  |
| 霍华德·沃洛维兹     | 西蒙·黑尔贝格               | 主角          | 主角          | 主角          | 主角          | 主角          | 主角          | 主角          | 主角          | 主角     | 主角     | 主角     | 主角     |  |
| 拉杰什·库瑟帕里     | 昆瑙·纳亚尔                 | 主角          | 主角          | 主角          | 主角          | 主角          | 主角          | 主角          | 主角          | 主角     | 主角     | 主角     | 主角     |  |
| 莱斯利·温克尔       | 莎拉·吉尔伯特               | 配角          | 主角          | 客串          |               |               |               |               |               | 客串     |          |          |          |  |
| 伯纳黛特·罗森考斯基 | 梅丽莎·劳奇                 |               |               | 配角          | 主角          | 主角          | 主角          | 主角          | 主角          | 主角     | 主角     | 主角     | 主角     |  |
| 艾米·法拉·福勒      | 马伊姆·拜力克               |               |               | 客串          | 主角          | 主角          | 主角          | 主角          | 主角          | 主角     | 主角     | 主角     | 主角     |  |
| 斯图尔特·布鲁姆     | 凯文·苏斯曼                 |               | 配角          | 配角          | 配角          | 配角          | 主角          | 配角          | 主角          | 主角     | 主角     | 主角     | 主角     |  |
| 艾米丽·斯威妮       | 劳拉·斯宾塞                 |               |               |               |               |               |               | 主角          | 配角          | 配角     | 客串     |          |          |  |
| 主要配角            |                             |               |               |               |               |               |               |               |               |          |          |          |          |  |
| 巴里·克里普奇       | 约翰·罗斯·鲍伊              |               | 配角          | 配角          | 配角          | 配角          | 配角          | 配角          | 配角          | 配角     | 配角     | 配角     | 客串     |  |
| 贝弗莉·霍夫斯塔特   | 克里斯汀·芭伦斯基           |               | 配角          | 配角          |               | 配角          |               | 配角          | 配角          | 配角     | 配角     | 配角     | 客串     |  |
| 库斯拉帕里夫妇      | 布莱恩·乔治 & 爱丽丝·艾姆特 | 配角          | 配角          | 配角          | 配角          | 配角          |               |               | 配角          |          |          | 客串     | 客串     |  |
| 玛丽·库珀           | 蘿莉·麥凱佛                 | 配角          |               | 配角          | 配角          | 配角          |               | 配角          | 配角          | 配角     | 配角     | 配角     |          |  |
| 普利娅·库斯拉帕里   | 阿缇·曼                     |               |               |               | 配角          | 配角          |               |               |               |          |          |          |          |  |
| 威尔·惠顿           | 威尔·惠顿                   |               |               | 配角          | 配角          | 配角          | 配角          | 配角          | 配角          | 配角     |          | 配角     |          |  |
| 沃罗维兹夫人        | 卡羅爾·安·蘇西              | 配角 （配音） | 配角 （配音） | 配角 （配音） | 配角 （配音） | 配角 （配音） | 配角 （配音） | 配角 （配音） | 配角 （配音） |          |          |          |          |  |
| 扎克·约翰逊         | 布莱恩·托马斯·史密斯        |               |               | 配角          | 配角          |               |               | 配角          |               | 客串     | 客串     |          |          |  |
| Alex Jensen         | 馬戈·哈什曼                 |               |               |               |               |               | 配角          |               |               |          |          |          |          |  |

## 人物角色

### 主要角色
- 约翰尼·盖尔克奇 - 伦纳德·雷奇·霍夫斯塔特（Dr. Leonard Leakey Hofstadter, Ph.D.）

实验物理学家，智商173，在24岁时取得普林斯顿大学的博士学位，并获得年度最佳论文奖。他住在北洛斯罗夫莱斯大道2311号公寓4A单元，室友是其同事兼好友谢尔顿·库珀，另外两个同事兼好友是霍华德和拉杰。他和三个好友都具有书呆子的性格，伦纳德是当中较为“正常”的一人。他常有意识地想去“融入社会”，但有时也会为了逞强而打肿脸充胖子。由于脾气和性格因而结交霍华德和拉杰两位好友，也使他们不得不与谢尔顿共处多年，并早已习惯谢尔顿的生活方式；对邻居佩妮一见钟情，继而发展出分分合合的恋爱关系，在爱情方面时不时会展现出一点自私的态度，一直想方设法对佩妮求婚，却始终遭到她的忽视与拒绝，后来与她在一次生活困难时候成功而与她订下婚约，两人经过一年的调整后顺利完婚，但结婚后依然状况不断，和佩妮离不开争吵，但依然没有影响到他跟佩妮的深厚感情。在本劇尾聲，谢尔顿在演讲中称赞他為一生中最棒的挚友。
- 吉姆·帕森斯 - 谢尔顿·李·库珀（Dr. Sheldon Lee Cooper, B.S., M.S., M.A., Ph.D., Sc.D.）

理论物理学家，在1980年出生在德克萨斯东部，智商187，伦纳德的室友。是4个宅男好友中智商最高的一位，年仅11岁就考上大学，还获得其中一个博士学位，但他的情商却一直让周围的人抓狂。崇尚科学，尤其是自己的专业，会把日常事情全部理论化、教条化，但丝毫不通人情世故。有相当强烈的强迫症，所有的事情必须按照自己的意愿，在生活习惯上也绝对不能有任何改变，哪怕出现一小点改变都会大发牢骚；在生病的时候会闹的更厉害。不懂得谦虚和体谅他人，难以领会反语、讽刺和幽默。喜欢电影、动漫和玩具，常常需要像孩子一样被照顾，而且是个火车迷。有洁癖，不近女色；在遇到佩妮與艾米之前坚决不会和女孩进行任何身体接触。往后开始慢慢接受改变的事实，跟艾米的感情也更上一层楼，但不久后由于还是对爱情不够重视而和她分開。经历一阵子孤独后领略到艾米对他的重要性，于是跑过去表示歉意且和她再度复合，并且在她生日的時候终于决定和她“破处”。跟艾米交往数年后因一次“偶然机遇”而向她求婚乃至结婚，跟她得出超不对称性理论后以此成功荣获诺贝尔奖，实现一生中最大的愿望。在瑞典参与颁奖典礼，他领略到没有身边朋友的陪伴、教育、激励及包容得不来今日的成就，因此在全体观众面前分別对伦纳德等朋友表示感谢。
- 凯莉·库柯 - 佩妮（Penny）

伦纳德和谢尔顿的邻家女孩，在内布拉斯加州的奥马哈市长大，家族姓名始终没有透漏。为了实现当演员的梦想而搬到帕萨迪纳，住在谢尔顿和伦纳德的楼道对门的4B号，一开始在起司蛋糕工厂当服务生。容貌姣好、性情不羁的她曾与很多男性交往，社交能力与四位宅男的习性形成鲜明对比；自打小时候起就个性强势、爱酒如命，对四人组喜爱的科幻事物完全沒有兴趣，反而在群体中最有“男子气概”。努力奋斗打算成为一名优秀女演员，参与过多个试演却一直未成功，只拍过一部痔疮广告和一部低成本怪兽恐怖片系列作品。当她好不容易得到的一次著名美剧客串戏份遭到删剪后，在演艺事业屡屡失败下领悟到理想与现实之差异，在此期间向莱纳德求婚，并接受伯纳黛特的介绍，转行为药品公司推销员，靠努力工作最终当上销售部门代表。本不想要孩子，在一次喝醉情况下跟伦纳德共度一晚，无意间怀上她跟伦纳德的孩子。
- 西蒙·黑尔贝格 - 霍华德·乔尔·沃洛维茨（Howard Joel Wolowitz, M.Eng.）

航天工程师，犹太人，只有硕士学位，是宅男四人组里唯一没有博士学位的人，但却是四人组中唯一一位上太空，第一个结婚的人。他喜欢在群体里炫耀成果，总是指出他的工程硕士学位來自麻省理工学院，实际动手能力也是宅男四人组中最强的，设计的是真正會被送上太空的儀器，同时也是四人中最有实力的电脑高手。性格在结婚前十分好色、重色轻友，乐于与异性搭讪，语言能力與模仿能力极强，经常会利用能力去对女孩炫耀，自认为是深得与异性交往之道的“情圣”；实际上方法总是不合时宜而适得其反，为了泡妞而屡次差点搞砸自己的事业。他有严重花生過敏，结婚前一直与过度肥胖的母亲同住，此事虽然经常给他带来烦恼，但其实根本离不开母亲，而母亲在后来的突然辞世也对他造成打击。此后一直没有离开母亲生前的大宅，跟伯纳黛特共同育有两个孩子。
- 昆瑙·纳亚尔 - 拉杰什·拉玛亚·库斯拉帕里（Dr. Rajesh Ramayan Koothrappali, Ph.D.）

天体物理学家，印度人，是霍华德的最好朋友。性格较为感性、懦弱，缺乏男性魄力，做出成就时会得意忘形；常做出被人视为同性恋的举动。在年轻女性面前非常害羞，没有酒精或药物的帮助就讲不出话来，但是一旦喝醉（或者以为自己喝醉）后就会变成极富语言魅力的泡妞高手，但因为有沟通障碍，许多时候说的话得罪人却浑然不知。后来，他的研究陷入绝境，而又不愿意返回印度，因此不得已转为在谢尔顿手下共事，并与他共用一间办公室，直到谢尔顿搬去一间新办公室。女友露西和他分手以后，心情万分沮丧之下却发现自己终于能够不借助酒精成功的和女性对话，後来在交友网站上认识皮肤科医师艾米丽，虽然有时候无法忍受她的重口风格與习惯，但还是和她交往持续两年多直到后来分手。始终作为四人里唯一的单身汉，一度等不下去而拜托父亲帮他包办婚礼，得以跟同样来自印度的女孩安努订婚，但随着安努因工作关系而搬去英国，两地分隔之下仍然分手告终。
- 梅丽莎·劳奇 - 伯纳黛特·玛丽安·罗森考斯基-沃洛维茨（Dr. Bernadette Maryann Rostenkowski-Wolowitz, Ph.D.）

微生物学家，霍华德的妻子，來自加州约巴林达，参加过许多选美。还是学生时会与佩妮同在起司蛋糕工厂打工，也由佩妮介绍给霍华德认识，和霍华德几次分手又再度和好，與霍华德成功在公寓屋顶上结婚。身高因为自己母亲怀孕时抽烟而十分矮小，外表看来温顺善良，但内心亦很好强。说话时会尖着嗓子，发怒时颇似霍华德的母亲，从小由于死命照顾弟弟妹妹们而对小孩没好感，因此没有任何打算要小孩的兴趣。出身天主教家庭的她与霍华德几乎没有什么共同点，但是两人却因为发现对方都有离谱的母亲而走到一起。最后拿到了博士学位，并且高薪受雇于一家大型制药企业研究治疗早泄的药物，收入远远超过霍华德，使他暗地里很没有安全感。不久后怀上霍华德的孩子，生下一个女孩后将她取名为哈蕾（取自哈雷彗星），又在一年后怀上次子迈克尔组成一家四口。
- 马伊姆·拜力克 - 艾米·法拉·福勒（Dr. Amy Farrah Fowler, Ph.D.）

神经生物学家，谢尔顿的女朋友，长期被谢尔顿称为“不是女友的女性朋友”，起初由霍华德和拉杰替谢尔顿在交友网站上征得，随着时间推及才开始跟谢尔顿谈感情。最喜欢的书是《大草原之家》，她的科学头脑与谢尔顿相似，不通人情世故，但却因此怀有社交与性方面的渴望，曾经忍不住试图勾搭佩妮的前男友扎克，但是因为扎克智商过低而放弃。虽然跟谢尔顿性格相仿，但在为人处世上并非谢尔顿式的自恃天才而很少与外人接触，相反其对社交的知识也比谢尔顿略为丰富，也使得自己能一次又一次（无意中）劝说谢尔顿参加各种社交活动；有神经生物学的博士学位，经常用猴子作为实验对象。经常与谢尔顿视频联系，后来与佩妮和伯纳黛特的关系渐渐密切，自称是佩妮的“闺蜜”，且不时表现出同性恋特质。长期无法与谢尔顿发生任何肉体关系，但两人终于在一次情人节中的一辆火车上初吻，之后和他经历一次分手后仍然成功复合，在自己生日当天进行梦寐以求的“过夜”。不久后答应谢尔顿的求婚，经过一年订婚后结婚，无意之间跟谢尔顿共同得出超不对称性的科学理论。跟谢尔顿经过几个月的合作写出完美论文，得以跟他一起成为诺贝尔奖得主。
- 凯文·苏斯曼 - 斯图尔特·布鲁姆（Stuart Bloom）

经营众人经常光顾的漫画书店老板，本身也有书呆子气，但学到的知识大部分都是来自于漫画。由于生活上是一名默默无闻的小人物，因此完全不会跟异性交流，曾经试图与佩妮和艾米约会，后期与人交往时越发显得悲观消极，缺乏自信。运气一直不好，他的漫画书店在一场意外而被火烧毁，在等待保险公司理赔以及失去住所下，在霍华德的介绍下来到沃洛维茨夫人家当看护人员。但後来开始产生对她的依赖，因此开始與霍华德产生多个对立关系；与他的友情在差点决裂下，因为沃洛维茨夫人的辞世而开始好转，但仍然会找多个借口继续留在她家居住，也因此被霍华德称为“寄生虫”。直到漫画书店裝修翻新結束后才重新搬出去，但他有时还是会偷偷溜回霍华德家，一直到认识女友丹妮丝而与她同居。
- 劳拉·斯宾塞 - 艾米丽·斯威妮（Dr. Emily Sweeney, M.D.）

皮肤科医师，拉杰的女友之一，初登场时与拉杰在交友网站上认识，性格虽然温顺善良，但兴趣相当重口，喜爱看《千尸屋》等众多类似题材的恐怖电影，觉得越血腥越过瘾，因此让拉杰十分畏缩。第一次约会时本因为拉杰过于害羞及油腔滑调而打算终止关系，但后来跟拉杰在咖啡店重逢后决定重回情网，成为唯一跟拉杰交往超过两年以上的人。几年前曾经是霍华德的相亲对象，但当天霍华德因为吃坏肚子而出丑，因此再度遇见霍华德时对其他人说出这段故事。偶然得知拉杰几年前曾与佩妮意外造成的一夜情后，开始和佩妮产生对立关系。后来因拉杰暗恋上一名酒保克莱尔，因此最后跟拉杰以分手收场，目前已经跟一位新男友交往。

### 主要配角
- 约翰·罗斯·鲍伊 - 巴里·克里普奇（Dr. Barry Kripke, Ph.D.）

等离子物理学家，伦纳德一行人的大学同事，因为性格问题、喜欢嘲讽别人而人缘不好，尤其喜欢捉弄谢尔顿。他有发音障碍，把所有“r”和“l”的音都说成“w”。在业余机电方面是高手，所做的“克里普奇摧残者”是南加州机器人格斗联盟赛的种子选手。曾经在谢尔顿电话演讲时利用灌使人变声的氦气来害他当众出丑，但后来被谢尔顿以其人之道还治其人之身地利用化学手段报复。随后有时还是会找机会作弄谢尔顿，但后来谢尔顿的一次实验理论合作时，与谢尔顿共同对彼此改观，并给予谢尔顿不少重要帮助，后来还受邀出席谢尔顿的婚礼。
- 莎拉·吉尔伯特 - 莱丝莉·温克尔（Dr. Leslie Winkle, Ph.D.）

实验物理学家，伦纳德的同事，曾与霍华德和伦纳德过夜，由于学术理念的分歧而和谢尔顿的关系恶劣、经常嘲弄他。她曾考虑和伦纳德长期交往，但也由于伦纳德对他和谢尔顿的学术理念持中立态度而与伦纳德分手，后来也辞去大学的工作，跟伦纳德和谢尔顿保持不联络的关系，直到她在谢尔顿生日大庆祝时才回来一次。
- 阿缇·曼（英语：Aarti Mann） - 普利娅·库斯拉帕里（Priya Koothrappali, LL.B.）

法律系学士，拉杰的妹妹，英国剑桥大学法学系的高才生，有三个国家的律师证书。和伦纳德曾是秘密恋人，因为工作原因重逢后旧情重燃，而自己的出现也得到了佩妮的嫉妒，于是成为佩妮女友三人组的“公敌”。自己和伦纳德的恋爱关系同时也受到哥哥拉杰的反对，她也不敢向自己保守的印度父母透露真相，两人后来因为异地分居加上都有艳遇后，最终以分手收场。
- 克里斯汀·芭伦斯基 - 贝弗莉·霍夫斯塔特（

神经科学家与精神病学家，伦纳德的母亲，教育学家，行事古板严肃，不讲任何人情，对自己家庭成员也是十分冷淡。对伦纳德的研究成就尤其看不上眼，但是却因为性格与谢尔顿相似两人出奇地投缘，有时都像是把谢尔顿当作自己的儿子。
- 劳里·梅特卡夫 - 玛丽·库帕（Mary Cooper）

谢尔顿的母亲，标准的基督教传统女性，对自己的家人关怀备至，拥有好三个孩子，丈夫去世后独自将谢尔顿抚养长大。因为是保守的创世论者，和信奉科学无神论的谢尔顿经常起冲突，但是暗地里其实对谢尔顿的成就很自豪。她是唯一能够让谢尔顿无条件让步的人，被伦纳德称为“谢尔顿的氪石”。
- 卡羅爾·安·蘇西 - 黛比·沃洛维兹（Debbie Wolowitz）

霍华德的母亲，自己丈夫离家出走后一直和儿子住在一起，经常把他当作小孩，对他所有“上学”与“小朋友”的事都要唠叨过问，因此总与霍华德吵嘴。始终尚未露面，体型非常肥胖（仅在6季15集有秀出几下身型），令人“想躲开她走”，只有其尖锐粗鲁的声音令人印象深刻。但后来，她在去佛罗里达度假时意外在睡眠中与世长辞（配音演员卡羅爾·安·蘇西在2014年11月11日时因为癌症去世，享寿62歲）。她的意外猝死也为霍华德带来打击，所有人最后为了纪念她而全部回到她的房子中，将她去世前留到最后的冷藏食物作为纪念她的“最后晚餐”。
- 布莱恩·乔治（英语：Brian George）和爱丽丝·艾姆特（英语：Alice Amter） - 库斯拉帕里夫妇（Mr. & Mrs. Koothrappali）

拉杰和普利娅的父母，在印度是社会上层的富人，居住在满是佣人的豪宅。家中除了拉杰和普利娅之外还有四位子女。两人经常和拉杰用电脑视频聊天。V·M·库斯拉帕里先生是妇产科医生，平时驾驶宾利汽车上班。他认为学术人员薪水太少，希望拉杰和他一样成为妇产科大夫，却从来没有意识到儿子在女人面前有语言障碍。库斯拉帕里夫人则总是催促拉杰尽快成家早抱孙子，并且经常安排儿子和印度熟人的女儿见面，同时反对女儿普利娅和“白皮肤的人”恋爱。两人总是担心拉杰和霍华德的关系是同性恋，并称“那个犹太小子”（即霍华德）是“准儿媳妇”，而且还曾经怀疑伦纳德和谢尔顿也是同性恋。之后，夫妻俩因为感情不和而在印度离婚，也对拉杰造成过很长时间的困扰。
- 布莱恩·托马斯·史密斯（英语：Brian Thomas Smith） - 扎克·约翰逊（Zack Johnson）

佩妮的前男友之一，父亲是负责为“起司蛋糕工厂”设计菜单的企业老板。外形高大英俊，但是头脑反应极度迟钝，以至于佩妮和艾米都无法忍受他的愚蠢。但性格温顺善良，对众人很友好，有时被嘲讽时也暂时会生气，后来在正义联盟着装大赛中扮相超人帮助众人赢得头奖。多年前和佩妮去拉斯维加斯喝个大醉的情况下，两人傻乎乎地办过婚礼，于是只能在一次感恩节晚餐的时候来为事情收场。此后一直跟佩妮和伦纳德保持友好关系，几年后也找到自己的伴侣。
- 凯特·米库奇（英语：Kate Micucci） - 露西（Lucy）

拉杰的前女友之一，和他交往过一阵子，有社交焦虑障碍，遇到被人注意、盘问、以及多人的情况下会陷入恐慌，也因此和拉杰气味相投。一开始与拉杰在漫画书店庆祝“光棍情人节”时认识，但当天也因为恐惧拉杰喝酒后的牙尖嘴利而从厕所窗户溜掉，但后来还是决定回去找他。起初由于两人都无法直视对方，而选择用互相发短信来交谈，久而久之在拉杰的影响下，开始学会用正常人的交流方式，并和拉杰有过一次初吻。但後来因为还是无法面对拉杰邀请她参加派对，通过发短信的方式跟他分手，虽然给拉杰造成不小的打击，但也让他克服害怕和女性说话的毛病。
- 鲍勃·纽哈特 - 「质子教授」亞瑟·杰弗里斯（Dr. Arthur Jeffries, a.k.a Professor Proton, Ph.D.）

伦纳德和谢尔顿儿时最崇拜的科学节目主持人，所创办的科学节目大受欢迎后，几乎让当时的所有儿童观众产生对科学的兴趣。但人气随着年迈岁数而持续跌落，妻子还与人私奔、以及被科学界视为笑柄而一度打算放弃科学家身份，但一日被谢尔顿请去做节目后，得知自己节目的重要性而重新找回自我。不久后因病去世，享年84歲；这对谢尔顿造成相当大的打击。但在死后屡次化身为绝地武士出现在谢尔顿的梦中，并经常在谢尔顿遇到困难时给予帮助；即使只是身为梦境中的幻想。
- 布莱恩·伯森（英语：Brian Posehn） - 伯特伦·“伯特”·凱布勒（Bertram "Bert" Kibbler, Ph.D.）

地质学家，谢尔顿等人的同事，因为长相怪异和学术方面的性質，导致他在工作上没什么朋友。曾经暗恋过艾米很长时间，时不时给她送一些漂亮石头，对地质展览会也有丰厚的兴趣。他孤独生活直到一次成功的重大地质研究才咸鱼翻身，不仅获得麦克亚瑟奖学基金，还在大学中成为受人尊敬和爱戴的教授。但重大成就也同时得到谢尔顿的嫉妒，并且到现在都交不到女朋友。
- 亚莉珊德拉·托拉萨妮（英语：Alessandra Torresani） - 克莱尔（Claire）

一位年轻的儿童科幻小说系列作者，同時是一位闲职酒保，在漫画书店跟拉杰相识，因兴趣相同而结为好友，随后交往一阵子。她的出现让拉杰重新考虑自己跟艾米丽的感情，同時让拉杰瞒着双方跟彼此约会。但随着事情被揭开，使拉杰受不了这种蜡烛两头烧的感情，因此她最终跟拉杰结束关系。
- 迪恩·诺里斯 - 理查德·威廉斯（Col. Richard Williams）

美国空军上校，同身为麻省理工毕业的工程师，代表美国军方看上伦纳德、谢尔顿和霍华德共同研发的高端导航系统，将三人请到军方基地合作项目。凡事看重更好的利益，一直督促三人能尽快完成，当三人最终完成项目后，他秘密将所有实验从实验室搬空列为军方管辖，让谢尔顿三人没能见识他们辛苦完成的成果。
- 劳伦·拉布库斯（英语：Lauren Lapkus） - 丹妮丝（Denise）

斯图尔特漫畫书店新聘用的女员工，温柔亲切，喜爱跟漫画有关的一切事物，因此马上让斯图尔特喜欢上。不久后同样对斯图尔特产生好感，但因斯图尔特过于胆怯的心理障碍，使两人一直无法顺利交往。直到后来因自己住的公寓入住一位心理不正常的室友，使斯图尔特终于鼓起勇气，说服该室友搬出去后，最终跟斯图尔特同居并正式交往。
- 拉缇·古普塔（英语：Rati Gupta） - 安努（Anu）

来自印度的酒店礼宾部负责人，是拉杰决定靠父亲包办婚礼后认识的未婚妻，待人亲切、态度直接的她让拉杰马上答应跟她订婚。但久而久之，由于她和拉杰都没有相似兴趣或爱好，仅是勉强接受对方才订婚，加上后来她搬去英国伦敦的新工作地点，使无法离开朋友的拉杰最终跟她取消婚约。
- 肖恩·阿斯廷和凯尔·潘 - 格雷格·潘伯顿和凯文·坎贝尔（Dr. Greg Pemberton, Ph.D. and Dr. Kevin Campbell, Ph.D.）

两位来自芝加哥费米实验室的物理学家搭档，两人因靠实验证实谢尔顿和艾米的超不对称性，随后被请到谢尔顿和艾米工作的大学来彼此相识。起初给谢尔顿和艾米留下过好印象，但他们两人实际上完全不懂超不对称性，却始终有意想将谢尔顿和艾米的成果据为己有去获诺贝尔奖。后来，曾经跟潘伯顿合作过的克里普奇证实，潘伯顿一向靠剽窃来沽名钓誉。当谢尔顿和艾米最后不希望公然揭发别人，因此私下跟潘伯顿和坎贝尔对峙且商量时，使他们这对搭档起冲突、乃至暴露坎贝尔跟潘伯顿的分居妻子有私下来往。两人友情因此决裂，坎贝尔自行揭发潘伯顿的行为，导致他被实验室开除、名誉扫地，两人同時从诺贝尔候选人名单中剔除。

## 友情客串
- 威尔·惠顿（Wil Wheaton）：《星际旅行：下一代》中卫斯理·克莱圣少尉的扮演者，在本剧中饰演个性狡猾的自己。他曾是谢尔顿年幼时的偶像，但后来因为签名会失约令谢尔顿失望，之后又屡次耍弄谢尔顿，令谢尔顿对他恨之入骨。但後来在一次派对中主動贈送谢尔顿禮物，兩人又重新和好，之后就一直出现在团体的周围给予帮助。

- 斯蒂夫·沃兹尼亚克（Stephen Gary Wozniak）：美国苹果公司联合创始人，在第四季第二集到佩妮的芝士蛋糕工厂用餐。谢尔顿的机器人替身首先发现了他，并过去跟他打招呼，谢尔顿激动的找出自己的苹果II电脑想邀请史蒂夫签名，但下楼梯时不慎摔坏。

- 布莱恩·葛林（Brian Greene）：美国哥伦比亚大学教授，著名理论物理学家与超弦理论家，同时致力于普通大众的科普工作。

- 萨摩·格拉（Summer Glau）：科幻系列剧《萤火虫》和《终结者外传：莎拉康纳战纪》中的演员。四人组的共同偶像，在火车上恰好和众人乘坐一个车厢，拉杰、霍华德和伦纳德都试图搭话泡她。

- 凯缇·萨克霍夫（Katee Sackhoff）：《太空堡垒卡拉狄加》中Kara Thrace中尉的扮演者。霍华德的梦中情人，经常在他意淫时出现。

- 乔治·竹井（George Takei）：《星际旅行》中苏鲁·光上校的扮演者，在霍华德的幻想中出现并和凯蒂·萨科夫一起指点他对伯纳黛特的情感攻略。

- 乔治·斯穆特（George Smoot）：美国著名天体物理学家、宇宙学家，诺贝尔物理学奖获得者。

- 查理·辛（Charlie Sheen）：CBS另一喜剧系列《好汉两个半》的前主演。拉杰受邀登上《人物》杂志封面时忍不住对旁人炫耀，身边就是对此不以为然的查理·辛。

- 斯坦·李（Stan Lee）：美国著名漫画家，漫威漫画一系列英雄角色的创始人。

- 勒瓦·伯顿（LeVar Burton）：《星际旅行：下一代》中Geordi La Forge少校的扮演者。

- 布伦特·斯派尔（Brent Jay Spiner）：《星际旅行：下一代》中仿生人Data少校的扮演者。谢尔顿的偶像，他的出席也是谢尔顿答应参加威尔·韦顿主持的聚会的唯一原因。当韦顿送给谢尔顿一套签过名但是未开封的Wesley Crusher可动人形作为道歉礼物时，却被斯派尔贸然拿去开了封，他也随即取代韦顿成为谢尔顿的“死敌”。

- 迈克尔·马西米诺（Michael Massimino）：美国宇航员兼航天飞机任务专家。霍华德被提名进入NASA选拔后想要一个很酷的绰号，因此和拉杰预谋在和马西米诺用Skype对话时以埃尔顿·约翰的“火箭人”（Rocket Man）一曲作为手机铃声用来暗示马西米诺。结果因为沃洛维兹夫人在背景外的嚷嚷反倒使得霍华德得了一个“果脆圈”（Fruit Loops，家乐氏的一个谷类早餐品牌，美式俚语中还有“疯子”、“笨蛋”和“基友”等含义）的尴尬外号。

- 伦纳德·尼莫伊（Leonard Nimoy）：《星际旅行：初代》中斯波克的扮演者，在本剧为谢尔顿的珍藏版斯波克玩偶配音。

- 斯蒂芬·威廉·霍金（Stephen William Hawking）：英国物理学家和宇宙学家，谢尔顿为了见他心目中的英雄霍金，甘愿为霍华德做任何事情，包括穿起女仆小短裙。最后谢尔顿因为递呈给霍金的论文有错，晕倒在霍金面前。

- 凯文·史密斯（Kevin Smith）: 美国导演、编剧、演员和制片人，代表作为《疯狂店员》电影系列，在威尔·韦顿给佩妮进行电台采访时以电话声音登场，并在期间与威尔斗了一下嘴。

- 伊隆·馬斯克（Elon Musk）: SpaceX創始人，特斯拉行政總裁。侯活等人在一所餐廳參與義工活動時，他剛巧正在那所餐廳擔任義工並遇上侯活。